# گشایش نیمه‌باز

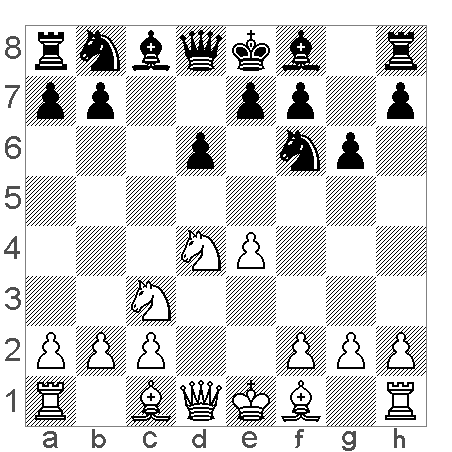
سیسیلی دراگون ، از گشایش های نیمه باز

گشایش نیمه باز به دسته‌ای از گشایش‌های شطرنج گفته می‌شود که سفید بازی را با حرکت e4 آغاز کرده و سیاه با حرکتی به جز e5 به آن پاسخ می‌دهد.
دفاع سیسیلی که با حرکت c5 مشخص می‌شود معمول‌ترین گشایش نیمه باز است. دفاع فرانسوی (e6) و دفاع کاروکان (c6) دو روش محبوب دیگر هستند.
در این گشایش‌ها سیاه منتظر می‌ماند تا پس از تصرف مرکز توسط سفید به آن حمله کند. به این ترتیب سفید برتری مختصری در آغاز بازی پیدا می‌کند و سعی می‌کند تا با بازتر کردن بازی از این برتری بهره‌مند گردد اما سیاه سعی دارد تا با جلوگیری از باز شدن خطوط گسترش خود را تکمیل کند.